# Primærrute 29
Primærrute 29 er en hovedvej, der går fra Hobro i nordvestlig retning op gennem Jylland til Hanstholm.

## Forløb
Primærrute 29 starter fra Nordjyske Motorvej E45 nordvest på Hobro, og den passerer gennem Nørager, forbi Aars og over Limfjorden via Aggersundbroen til Aggersund og Fjerritslev til mødet med Primærrute 11. Herefter løber den sammen med Primærrute 11 til Østerild, hvor den drejer fra og fortsætter til Hanstholm, hvor ruten slutter på Hanstholm Havn.

## Vejens klassificering
Primærrute 29 en statsvej på hele strækningen. Hele Primærrute 29 er klassificeret som hovedvej efter færdselsloven.
De offentlige veje inddeles fra 2015 efter vejloven i statsveje og kommuneveje, mens de tidligere blev klassificeret i hovedlandeveje, landeveje og kommuneveje. Betydningen for en vejs klassificering som statsvej eller kommunevej er først og fremmest af administrativ karakter. Statsvejene administreres af Vejdirektoratet, mens kommunevejene administreres af kommunerne. Det er vejmyndighedens ansvar at holde sine offentlige veje i den stand, som trafikkens art og størrelse kræver. Klassifikationen som statsveje og kommuneveje har ikke betydning for Danmarks overordnede rutenummererede vejnet med Europavejsruter, Primærruter eller sekundærruter, der administreres af Vejdirektoratet i samarbejde med kommunerne. Kun veje udlagt som Europavejsruter og Primærruter kan udlægges som hovedveje efter færdselsloven.